# Кутырлинка
Кутырли́нка — река в России, протекает по Колосовскому району Омской области (Колосовский район). Устье реки находится в 423 км по левому берегу реки Оша. Длина реки составляет 17 км.
В устье реки находится деревня Кутырлы. Высота устья — 88 м над уровнем моря.
Название имеет тюркские корни: по-татарски кутырлы означает «шершавый», «шероховатый» или «лишайный».

## Данные водного реестра
По данным государственного водного реестра России относится к Иртышскому бассейновому округу, водохозяйственный участок реки — Оша, речной подбассейн реки — бассейны притоков Иртыша до впадения Ишима. Речной бассейн реки — Иртыш.